# Divizia B 1998-1999
Divizia B 1998-1999 a fost a 59-lea sezon al celui de-al doilea nivel al sistemului de ligi ale fotbalului românesc.
Formatul a fost menținut la două serii, fiecare dintre ele având 18 echipe. La sfârșitul sezonului, câștigătorii seriei au promovat în Divizia A, iar ultimele trei locuri din ambele serii au retrogradat în Divizia C. S-a disputat un play-off de promovare între vicecampionii din serie pentru a decide a treia echipă care a promovat în Divizia A.

## Schimbări de echipă
| Promovate din Divizia C - Laminorul Roman - Cimentul Fieni - Rulmentul Alexandria - FC Bihor Oradea - Chimica Târnăveni - FC Drobeta-Turnu Severin Retrogradate din Divizia A - Chindia Târgoviște - Sportul Studențec București - Jiul Petroșani | Retrogradate în Divizia C - Metalul Plopeni - CFR Cluj - Dunărea Călărași - UM Timișoara - Foresta II Fălticeni - Gloria Reșița Promovatr în Divizia A - Astra Ploiești - Olimpia Satu Mare - FC Onești |

### Echipe redenumite
Electroputere Craiova a fost redenumit Extensiv Craiova.
Maramureș Baia Mare a redenumit la denumirea clasică de F.C. Baia Mare.

## Clasamente

### Seria I
| Loc | Echipa                       | MJ | V  | E | Î  | GM | GP  | DG   | Pct | Calificare                      |
| --- | ---------------------------- | -- | -- | - | -- | -- | --- | ---- | --- | ------------------------------- |
| 1   | FC Brașov (C, P)             | 34 | 21 | 8 | 5  | 64 | 22  | +42  | 71  | Promovare în Divizia A          |
| 2   | Rocar București (O, P)       | 34 | 22 | 3 | 9  | 69 | 35  | +34  | 69  | Baraj pentru Baraj de promovare |
| 3   | Cimentul Fieni               | 34 | 17 | 7 | 10 | 53 | 33  | +20  | 58  |                                 |
| 4   | Politehnica Iași             | 34 | 15 | 7 | 12 | 49 | 45  | +4   | 52  |                                 |
| 5   | Laminorul Roman              | 34 | 16 | 4 | 14 | 43 | 33  | +10  | 52  |                                 |
| 6   | Midia Năvodari               | 34 | 14 | 8 | 12 | 53 | 34  | +19  | 50  |                                 |
| 7   | Poiana Câmpina               | 34 | 14 | 8 | 12 | 42 | 47  | −5   | 50  |                                 |
| 8   | Precizia Săcele              | 34 | 15 | 4 | 15 | 45 | 40  | +5   | 49  |                                 |
| 9   | Metrom Brașov                | 34 | 14 | 6 | 14 | 48 | 37  | +11  | 48  |                                 |
| 10  | Gloria Buzău                 | 34 | 15 | 3 | 16 | 40 | 42  | −2   | 48  |                                 |
| 11  | Dunărea Galați               | 34 | 14 | 5 | 15 | 44 | 45  | −1   | 47  |                                 |
| 12  | Chindia Târgoviște           | 34 | 14 | 5 | 15 | 43 | 46  | −3   | 47  |                                 |
| 13  | Sportul Studențesc București | 34 | 13 | 8 | 13 | 38 | 33  | +5   | 47  |                                 |
| 14  | Tractorul Brașov             | 34 | 15 | 2 | 17 | 47 | 54  | −7   | 47  |                                 |
| 15  | Petrolul Moinești            | 34 | 14 | 5 | 15 | 45 | 41  | +4   | 47  |                                 |
| 16  | Rulmentul Alexandria (R)     | 34 | 13 | 5 | 16 | 39 | 30  | +9   | 44  | Retrogradare în Divizia C       |
| 17  | Nitramonia Făgăraș (R)       | 34 | 9  | 6 | 19 | 30 | 62  | −32  | 33  | Retrogradare în Divizia C       |
| 18  | Dacia Unirea Brăila (R)      | 34 | 2  | 4 | 28 | 12 | 125 | −113 | 10  | Retrogradare în Divizia C       |

### Seria II
| Loc | Echipa                  | MJ | V  | E | Î  | GM | GP | DG  | Pct | Calificare                       |
| --- | ----------------------- | -- | -- | - | -- | -- | -- | --- | --- | -------------------------------- |
| 1   | Extensiv Craiova (C, P) | 34 | 22 | 5 | 7  | 83 | 32 | +51 | 71  | Promovarea în Divizia A          |
| 2   | UTA Arad                | 34 | 20 | 6 | 8  | 73 | 41 | +32 | 66  | Calificare în Baraj de promovare |
| 3   | ARO Câmpulung           | 34 | 18 | 4 | 12 | 64 | 49 | +15 | 58  |                                  |
| 4   | Gaz Metan Mediaș        | 34 | 16 | 5 | 13 | 58 | 51 | +7  | 53  |                                  |
| 5   | Politehnica Timișoara   | 34 | 16 | 4 | 14 | 60 | 41 | +19 | 52  |                                  |
| 6   | FC Bihor Oradea         | 34 | 15 | 6 | 13 | 43 | 46 | −3  | 51  |                                  |
| 7   | ASA Târgu Mureș         | 34 | 16 | 2 | 16 | 47 | 48 | −1  | 50  |                                  |
| 8   | Chimica Târnăveni       | 34 | 14 | 5 | 15 | 39 | 51 | −12 | 47  |                                  |
| 9   | Minerul Motru           | 34 | 14 | 4 | 16 | 47 | 55 | −8  | 46  |                                  |
| 10  | Corvinul Hunedoara      | 34 | 14 | 4 | 16 | 52 | 59 | −7  | 46  |                                  |
| 11  | Inter Sibiu             | 34 | 14 | 3 | 17 | 50 | 49 | +1  | 45  |                                  |
| 12  | Drobeta-Turnu Severin   | 34 | 13 | 6 | 15 | 48 | 52 | −4  | 45  |                                  |
| 13  | Dacia Pitești           | 34 | 13 | 5 | 16 | 50 | 56 | −6  | 44  |                                  |
| 14  | Apulum Alba Iulia       | 34 | 13 | 4 | 17 | 42 | 55 | −13 | 43  |                                  |
| 15  | Jiul Petroșani          | 34 | 13 | 4 | 17 | 38 | 55 | −17 | 43  |                                  |
| 16  | Vega Deva (R)           | 34 | 12 | 5 | 17 | 35 | 66 | −31 | 41  | Retrogradarea în Divizia C       |
| 17  | FC Baia Mare (R)        | 34 | 11 | 6 | 17 | 45 | 53 | −8  | 39  | Retrogradarea în Divizia C       |
| 18  | Unirea Dej (R)          | 34 | 11 | 4 | 19 | 46 | 61 | −15 | 37  | Retrogradarea în Divizia C       |

## Baraj de promovare
Echipele de pe locul 2 din Divizia B au jucat un meci pentru a decide a treia echipă promovată în Divizia A. Meciul s-a disputat pe teren neutru, pe Stadionul Cetate din Alba Iulia.
| 19 June 1999       | Rocar București              | 2–0    | UTA Arad | Alba Iulia                                                               |  |
| 14:00 EEST (UTC+3) | Vrăjitoarea 20' Strelțov 90' | Raport |          | Stadion: Cetate Spectatori: 12,000 Arbitru: Sorin Corpodean (Alba Iulia) |  |

## Top scorers
17 goals
- Marian Ivan (FC Brașov)

15 goals
- Bogdan Vrăjitoarea (Rocar București)

13 goals
- Laurențiu Diniță (Sportul Studențesc)
- Adrian State (Dunărea Galați)

10 goals
- Cristian Dicu (Midia Năvodari)
- Claudiu Drăgan (UTA Arad)

9 goals
- Cornel Mihart (ARO Câmpulung)
- Gabriel Boștină (Cimentul Fieni)
- Marius Păcurar (Corvinul Hunedoara)
- Ionuț Savu (Rocar București)

8 goals
- Romeo Pădureț (Sportul Studențesc)
- Daniel Bona (Precizia Săcele)

7 goals
- Marcel Rus (Extensiv Craiova)
- Aurelian Dumitru (Sportul Studențesc)
- Cristian Albeanu (FC Bihor Oradea)
- Robert Niță (Cimentul Fieni)